# 王群光
王群光醫師，自馬來西亞裔負笈台灣，1980年畢業於台大醫學系的執業醫師，從事正規醫學體系行醫十餘年後，改變醫學治療觀念和做法，較為人知的是實踐自然醫學的生酮飲食和吸氫氣，不過效果也有所爭議，其人有多本關於自然醫學的著作，2022年9月15日，意外被機車撞上當場喪生，享年71歲。